# Молот і болтер
«Молот і болтер» (англ. Hammer and Bolter)— анімаційний серіал, заснований на іграх Warhammer 40,000 та Warhammer: Age of Sigmar. Серіал включає 16 епізодів. Він транслювався з серпня 2021 року ексклюзивно на стрімінговому веб-сайті Warhammer+ від Games Workshop.

## Сюжет
«Молот і болтер» — це серіал-антологія. Кожен його епізод зосереджений на одній конкретній фракції з всесвіту Warhammer 40,000 —наприклад, Імперська Гвардія, Космоесантники Хаосу, Орки, Некрони або Тираниди. Деякі пізніші епізоди переключилися на фракції з гри Age of Sigmar. Стиль анімації нагадує японське аніме 1980-х років.

## Епізоди
| Серія | Назва Оригінальна назва               | Сюжет |
| ----- | ------------------------------------- | --- |
| 1     | Рука Смерті Death's Hand              | Імперський інквізитор намагається обдурити долю та запобігти напророченій йому загибелі. |
| 2     | Прагнучи величі Bound for Greatness   | Чернець в Імперській бібліотеці піддається спокусі Бога Хаосу Тзінча прочитати заборонені книги, які він повинен щодня перераховувати.                                                                                  |
| 3     | Лихе око Old Bale Eye                 | Ветеран-орк розповідає двом молодшим воїнам про свою зустріч з імперським комісаром Ярріком. |
| 4     | Ікла Fangs                            | Троє новобранців ордену Космічних Вовків готуються до смертельно небезпечного обряду посвячення, поки старійшини роблять ставки на те, хто з них виживе та пройде до наступних випробувань, щоб стати Космодесантником. |
| 5     | Питання віри A Question of Faith      | Дві черниці з ордена Сестер Битви захищають гробницю давно померлої святої від культистів Кхорна. |
| 6     | Сад привидів Garden of Ghosts         | Чаклун ельдарів обшукує спустошені залишки свого світу-корабля, де провів дитинство, у пошуках каменів душ загиблих воїнів, щоб оживити бойові дрони.                                                                   |
| 7     | Протокол знищення Kill Protocol       | Техножриця та її робот-кастелан шукають стародавні археотехнології на зруйнованій планеті. |
| 8     | Кадія стоїть Cadia Stands             | Імперські гвардійці захищають планету від вторгнення тиранідів. |
| 9     | Артефакти Artefacts                   | Космодесантники Хаосу з Чорного Легіону та Темні Ельдари протистоять одне одному, намагаючись першими отримати потужний артефакт Некронів.                                                                              |
| 10    | Пісня чуми Plague Song                | Космодесантники Хаосу з Гвардії Смерті планують наслати нову чуму на Імперіум Людства. |
| 11    | Або пан, або пропав Double or Nothing | Орки загрожують місту сігмаритів. |
| 12    | Чудовиська Monsters                   | Високо на вершинах Аттрамору кінне плем'я воїнів Даркоат щодня бореться за виживання. |
| 13    | Нове життя A New Life                 | Родина шукає безпечний вихід з обложеного імперського міста-вулика разом зі своєю новонародженою дитиною. |
| 14    | Під містом Undercity                  | Люди зникають безвісти на вулицях Хаммерхал Акші. Чи зможуть мисливець на відьом Ганнівер Толл та його неохочий колега, колишній капітан Вільної гільдії Арманд Калліс, з'ясувати, що відбувається?                     |
| 15    | Вічний Eternal                        | Полонений легіонер з лав Дітей Імператора потрапляє на допит у Ордені Екзорцистів, і пихатий Луцій Вічний вирішує змусити його замовкнути, перш ніж він розкриє таємниці 3-го Легіону.                                  |
| 16    | Повернення до Кадії Return to Cadia   | Загін кадіанських солдатів на легкому кораблі «Арвус» вирушає до розколотого шматка своєї зруйнованої рідної планети.                                                                                                   |

## Відгуки
Критики загалом позитивно відгукнулися про серіал завдяки якості анімації, діалогів та точності у передачі вихідного матеріалу. Епізод «Old Bale Eye» отримав особливо високу оцінку завдяки присутності улюбленого фанатами персонажа комісара Ярріка.

## Український переклад
Існує любительський переклад українською мовою від студії «FanVoxUA».